# Akrylany

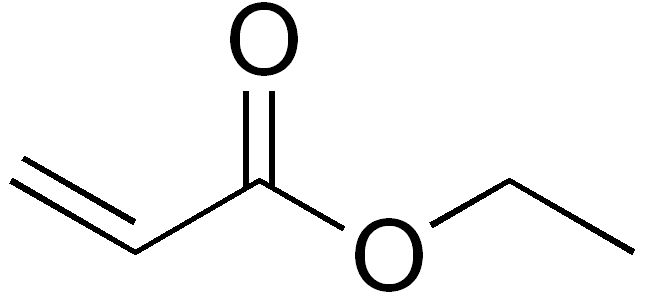
Przykładowy ester, akrylan etylu

Anion akrylanowy

Akrylany (lub niepoprawnie z angielskiego akrylaty) – sole lub estry kwasu akrylowego o wzorze ogólnym CH2=CHCOOR (gdzie R – reszta organiczna lub dowolny kation). Zawierają grupę winylową (-HC=CH2), w której dwa atomy węgla połączone podwójnym wiązaniem są jednocześnie związane z grupą karboksylową. Akrylany i metakrylany (pochodne kwasu metakrylowego, (CH2=C(CH3)COOH) łatwo tworzą polimery (poliakrylany) ze względu na dużą aktywność wiązania podwójnego. 
Cyjanowe pochodne akrylanów, cyjanoakrylany (N≡C-C(=CH2)-COOR), są głównymi składnikami klejów szybkowiążących typu Super Glue. 
W naturze związki te są używane przez morski fitoplankton jako trująca ochrona przeciwko organizmom drapieżnym, jak np. protisty zwierzęce. Potencjalna korzyść z tego mechanizmu obronnego jest jednak złożona, ponieważ może zmniejszyć atrakcyjność planktonu jako pokarmu dla jednych organizmów, zwiększając ją dla innych konsumentów.